# Order Krzyża Orła
Order Krzyża Orła (est. Kotkaristi teenetemärk) – estoński order wojskowy ustanowiony 24 lutego 1928, w dniu niepodległości Estonii w 1928 przez Estońską Ligę Obrony, jako odznaczenie upamiętniające dziesięciolecie odzyskanej niepodległości. Po aneksji Estonii przez ZSRR w 1940 r. order został zniesiony. Przywrócono go po odzyskaniu niepodległości przez Estonię w latach 90. XX w. Przyznawany jest w uznaniu zasług wojskowych i na polu obrony narodowej. Dzieli się on na osiem klas: pięć klas orderowych i trzy stopnie krzyża.

## Opis odznaki
Odznaką orderu jest emaliowany na czarno złoty krzyż maltański. Na środku odznaki znajduje się srebrny orzeł z mieczem w łapach i z herbem Estonii. Rewers odznaki przedstawia napis łaciński PRO/PAT/RIA (ZA OJCZYZNĘ) umieszczony na trzech górnych ramionach krzyża oraz datę ustanowienia orderu (28.II.1928) na środku. Wstążka koloru pomarańczowego z niebieskimi paskami wzdłuż obu boków. Ośmioramienna srebrna gwiazda orderu zawiera wizerunek odznaki orderu.

## Odznaczeni
Order I klasy otrzymali m.in.:
- Prezydent Estonii Konstantin Päts (1929)
- Generał estoński Johan Laidoner (1929)
- Król Szwecji Gustaw V (1930)
- Prezydent Łotwy Alberts Kviesis (1930)
- Marszałek fiński Carl Gustaf Mannerheim (1930, z mieczami)
- Prezydent Czechosłowacji Tomáš Masaryk (1931)
- Minister czechosłowacki Edvard Beneš (1931)
- Prezydent Finlandii Pehr Evind Svinhufvud (1931)
- Prezydent Łotwy Kārlis Ulmanis (1931)
- Prezydent Litwy Antanas Smetona (1931)
- Regent Węgier Miklós Horthy (1931)
- Premier Węgier István Bethlen (1931)
- B. premier Węgier Pál Teleki (1931)
- B. premier Łotwy Arturs Alberings (1932)
- Książę szwedzki Gustaw Adolf (1932)
- Premier Łotwy Ādolfs Bļodnieks (1933)

W 2024 prezydent Estonii Alar Karis, w związku z inwazją Rosji na Ukrainę, odznaczył symbolicznie ukraińskiego żołnierza Orderem Krzyża Orła I klasy z mieczami.
Polacy odznaczeni I klasą:

- Prezydent RP Ignacy Mościcki (1930)
- Marszałek Polski Józef Piłsudski (1930, z mieczami)
- Poseł Franciszek Charwat (1930)
- Poseł Konrad Libicki (1930)
- Marszałek Senatu RP Julian Szymański (1931)
- Minister August Zaleski (1931)
- Generał Tadeusz Piskor (1932)
- Marszałek Polski Edward Śmigły-Rydz (1932)
- Minister Józef Beck (1933)
- Generał Kazimierz Fabrycy (1933)
- Generał Janusz Gąsiorowski (1933)
- Minister Stefan Hubicki (1933)
- Generał Daniel Konarzewski (1933)
- Generał Kazimierz Sosnkowski (1933)
- Minister Michał Butkiewicz (1934)
- Minister Janusz Jędrzejewicz (1934)
- Minister Bronisław Pieracki (1934)
- Marszałek Senatu RP Władysław Raczkiewicz (1934)
- Marszałek Sejmu RP Kazimierz Świtalski (1934)
- Generał i Minister Ferdynand Zarzycki (1934)
- Poseł na Sejm RP Walery Sławek (1934)
- Wiceminister Aleksander Bobkowski (1935)
- Poseł na Sejm RP Stanisław Świeżawski (1935)
- Minister Marian Zyndram-Kościałkowski (1935)
- Generał Wacław Stachiewicz (1937)
- Generał Tadeusz Kasprzycki (1938)
- Generał Mieczysław Cieniuch (2014)
- Generał Mieczysław Gocuł (2014)

Polacy odznaczeni II klasą:

- Władysław Jaxa-Rożen (1930)
- Tadeusz Hołówko (1931)
- Aleksander Lednicki (1931)
- Władysław Rusin (1932)
- Tadeusz Kutrzeba (1932)
- Ludomił Rayski (1932)
- Franciszek Paschalski (1933)
- Ludwik Evert (1933)
- Tadeusz Schaetzel (1933)
- Kordian Józef Zamorski (1933)
- Stanisław Rouppert (1933)
- Władysław Kiliński (1933)
- Franciszek Doleżal (1934)
- Bronisław Hełczyński (1934)
- Janusz Jagrym-Maleszewski (1934)
- Henryk Kawecki (1934)
- Karol Adam Romer (1934)
- Adam Rose (1934)
- Zygmunt Słomiński (1934)
- Mieczysław Sokołowski (1934)
- Kazimierz Roman Dębicki (1934)
- Jan Starzewski (1934)
- Władysław Belina-Prażmowski (1935)
- Jerzy Englisch (1935)
- Janusz Głuchowski (1935)
- Czesław Jarnuszkiewicz (1935)
- Rajmund Jarosz (1935)
- Władysław Jaroszewicz (1935)
- Aleksander Litwinowicz (1935)
- Bolesław Popowicz (1935)
- Zygmunt Skowroński (1935)
- Adam Korwin-Sokołowski (1935)
- Stefan Starzyński (1935)
- Marian Frydrych (1936)
- Stanisław Skotnicki (1936)
- Tadeusz Malinowski (1936)
- Maciej Hunia (2014)

Polacy odznaczeni III klasą:

- Władysław Rusin (1930)
- Czesław Święcicki (1930)
- Władysław Ludwik Evert (1931)
- Tadeusz Pełczyński (1931)
- Stanisław Kara (1931)
- Witold Kukowski (1931)
- Mieczysław Kaplicki (1932)
- Henryk Królikowski (1932)
- Anatol Minkowski (1932)
- Bolesław Hryniewiecki (1932)
- Józef Wołodkowicz (1932)
- Jan Głogowski (1932)
- Adam Stebłowski (1932)
- Józef Englicht (1933)
- Maciej Bardel (1933)
- Teodor Furgalski (1933)
- Kazimierz Jurgielewicz (1933)
- Henryk Kawecki (1933)
- Michał Łubieński (1933)
- Wacław Przesmycki (1933)
- Antoni Roman (1933)
- Wiktor Rosiński (1933)
- Adam Korwin-Sokołowski (1933)
- Jan Starzewski (1933)
- Juliusz Ulrych (1933)
- Zygmunt Wenda (1933)
- Władysław Wróblewski (1933)
- Tadeusz Kossakowski (1933)
- Mieczysław Mysłowski (1933)
- Kazimierz Busler (1934)
- Edmund Czyniowski (1934)
- Czesław Filipowicz (1934)
- Kazimierz Glabisz (1934)
- Stanisław Kucharski (1934)
- Wacław Makowski (1934)
- Józef Ołpiński (1934)
- Tadeusz Perkowski (1934)
- Kazimierz Pluta-Czachowski (1934)
- Mieczysław Pożerski (1934)
- Witold Wańkowicz (1934)
- Aleksander Mohl (1934)
- Władysław Jarocki (1934)
- Marian Chodacki (1934)
- Władysław Spałek (1934)
- Jan Librach (1934)
- Mieczysław Obarski (1934)
- Jerzy Englisch (1935)
- Stefan Mayer (1935)
- Jan Axentowicz (1935)
- Edward Czuruk (1935)
- Jan Czyż (1935)
- Stanisław Harmata (1935)
- Władysław Krawczyk (1935)
- Stanisław Łaguna (1935)
- Rafał Jan Łepkowski (1935)
- Aleksander Łubieński (1935)
- Kazimierz Sambor (1935)
- Konstantyn Schmidt (1935)
- Henryk Zaniewski (1935)
- Edward Zieńkiewicz (1935)
- Zygmunt Durski (1935)
- Adam Tuz (1935)
- Tadeusz Wieniawa-Chmielowski (1935)
- Otton Czuruk (1936)
- Kazimierz Janicki (1936)
- Jan Karcz (1936)
- Jerzy Levittoux (1936)
- Franciszek Orawiec (1936)
- Aleksander Pragłowski (1936)
- Józef Smoleński (1936)
- Stanisław Wiloch (1936)
- Andrzej Liebich (1936)
- Heliodor Cepa (1937)
- Józef Jaklicz (1937)
- Leon Strzelecki (1937)
- Adam Rudnicki (1937)
- Władysław Rymaszewski (1938)
- Adam Rudnicki (1938)
- Tadeusz Budzik (2008)
- Witold Kudryk (2011)